# 3-(p-フルオロベンゾイルオキシ)トロパン
3-(p-フルオロベンゾイルオキシ)トロパン(3-(p-Fluorobenzoyloxy)tropane)は、エステル型局所麻酔薬として働くトロパン誘導体である。精神刺激薬としての強さはコカインの約30%であるが、局所麻酔薬としては同等の強さを持つ。受容体結合を研究するための放射性標識試薬として開発されたが、この用途には用いられなかった。しかし、この物質はコカインのデザイナードラッグアナログとして用いられ、2008年に欧州薬物・薬物依存監視センターで初めて検出され、その後、カフェインやジメトカイン等と混合され、様々な粉末状「バスソルト」の成分として販売された。